# Svenska Fotbollförbundet

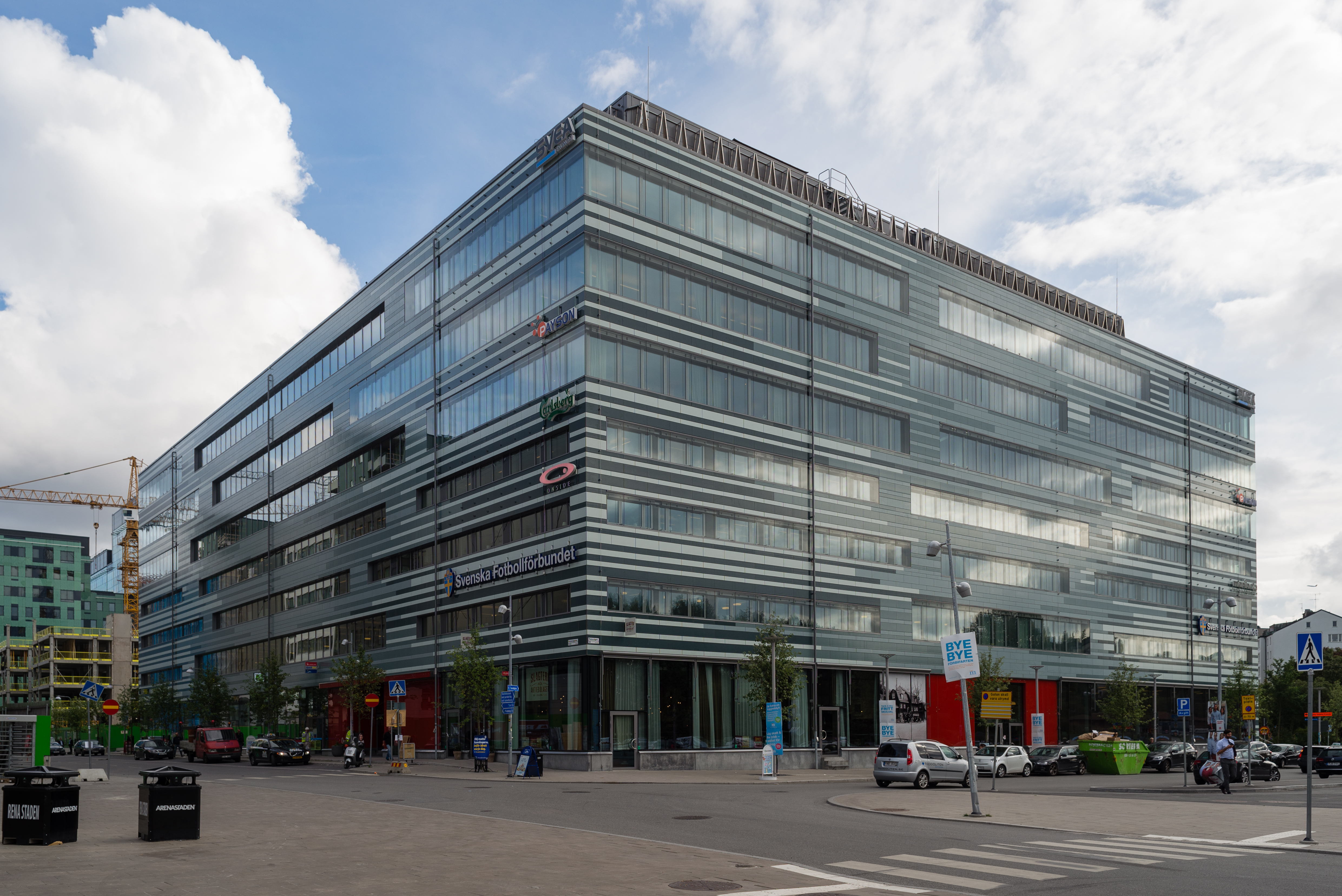
SvFF:s huvudkontor i Arenastaden.

Svenska Fotbollförbundet (SvFF) är Sveriges största specialidrottförbund med uppgift att främja och administrera den organiserade fotbollen i Sverige, och att företräda den utanför Sverige. Svenska fotbollförbundet är anslutet till Sveriges Riksidrottsförbund (RF) samt till Fédération Internationale de Football Association (FIFA) och Union of European Football Associations (UEFA).
Ordförande är sedan den 22 mars 2025 Simon Åström. 2005 var över 3 000 klubbar medlemmar i Svenska fotbollförbundet. De hade sammanlagt ungefär en miljon medlemmar, av vilka cirka 500 000 var aktiva spelare. Tillsammans stod dessa för nära en tredjedel av den samlade svenska idrottrörelsens aktiviteter. I november varje år, med premiär 1995, arrangerar Svenska fotbollförbundet Fotbollgalan där bland annat pris till årets bästa manlige spelare (Guldbollen) och kvinnliga spelare (Diamantbollen) delas ut. Svenska fotbollförbundet administrerar bland annat Sveriges herrlandslag i fotboll, Sveriges damlandslag i fotboll, övriga fotbollslandslag samt serierna Allsvenskan och Superettan.
Från 1999 var Svenska fotbollförbundet ensam ägare av Sveriges dåvarande nationalfotbollsstadion Råsunda fotbollsstadion i Solna kommun, som revs 2013 efter att ha ersatts av Friends Arena (nuvarande Strawberry Arena).

## Historia

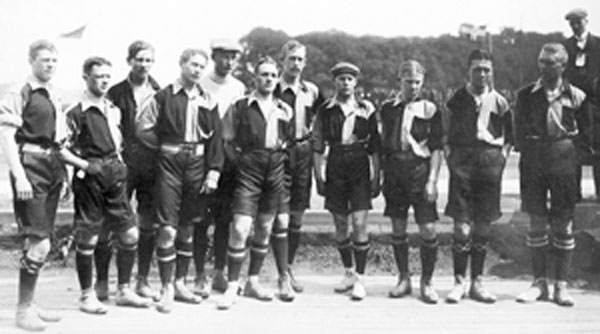
Det första svenska fotbollslandslaget 1908

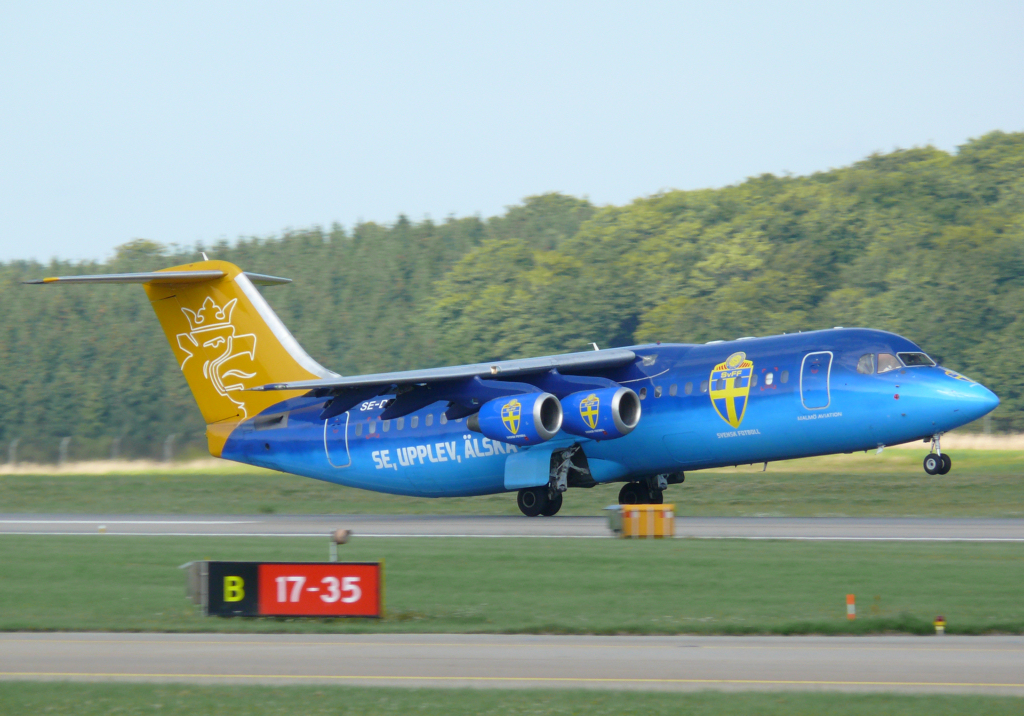
Ett Malmö Aviation-flygplan i Svenska Fotbollförbundet-målning.

Den första fotbollsmatchen i Sverige, mellan två svenska lag, enligt associationsreglerna spelades den 22 maj 1892 på Heden i Göteborg mellan Örgryte IS och Idrottssällskapet Lyckans Soldater. 1895 grundades Svenska Friidrottsförbundet som var öppet för alla idrotter. Även andra idrottsförbund grundades som Idrottsföreningen Kamraterna. Svenska Bollspelsförbundet grundades 1892 med Clarence von Rosen som ordförande. Ett annat förbund var Svenska Fotbolls Unionen.
Trots att det första svenska mästerskapet i fotboll spelades 1896 dröjde det ända till 1904 innan en föregångare till ett svenskt fotbollsförbund bildades, vilket skedde i Stockholm den 18 december det året. Riksidrottsförbundet tillsatte då en "sektionsstyrelse för fotboll och hockey". Det var sedan ur denna som Svenska Fotbollförbundet senare växte fram.. Begreppet "hockey" syftade här inte på ishockey eller landhockey, utan på en parallell benämning på bandy fram till runt 1910.
Sverige, representerat av Svenska Bollspelsförbundet, var en av de sju nationer som i Paris den 21 maj 1904 var med och bildade det internationella fotbollsförbundet Fifa. 1906 antogs officiellt namnet "Svenska Fotbollförbundet". Den 12 juli 1908 spelade Sverige sin första landskamp, och vann i Göteborg mot Norge med 11-3.
Ishockey introducerades i Sverige 1920 och administrerades av Fotbollförbundet tills Svenska Ishockeyförbundet bildades 1922. Bandy knoppades av när Svenska Bandyförbundet bildades 1925.

## Ordförande
- Clarence von Rosen
- Wilhelm Friberg (1908–1917)
- Elof Ericsson  (1937–1949)
- Gunnar Danielson (1949–1953)
- Gunnar Lange (1953–1968)
- Tore G. Brodd (1969–1970)
- Gunnar Ericsson (1970–1975)
- Tore G. Brodd (1975–1983)
- Lennart Johansson (1984–1990)
- Lars-Åke Lagrell  (1991–2011)
- Karl-Erik Nilsson  (2012–2023)
- Fredrik Reinfeldt (2023–2025)
- Simon Åström (2025–)

## Tävlingar
Svenska Fotbollförbundet står årligen som arrangör för nedan nämnda tävlingar. Lägre serier arrangeras av respektive distriktsförbund.

### Herrar
- Allsvenskan
- Superettan
- Ettan (2 serier)
- Division 2 (6 serier)
- Division 3 (12 serier)

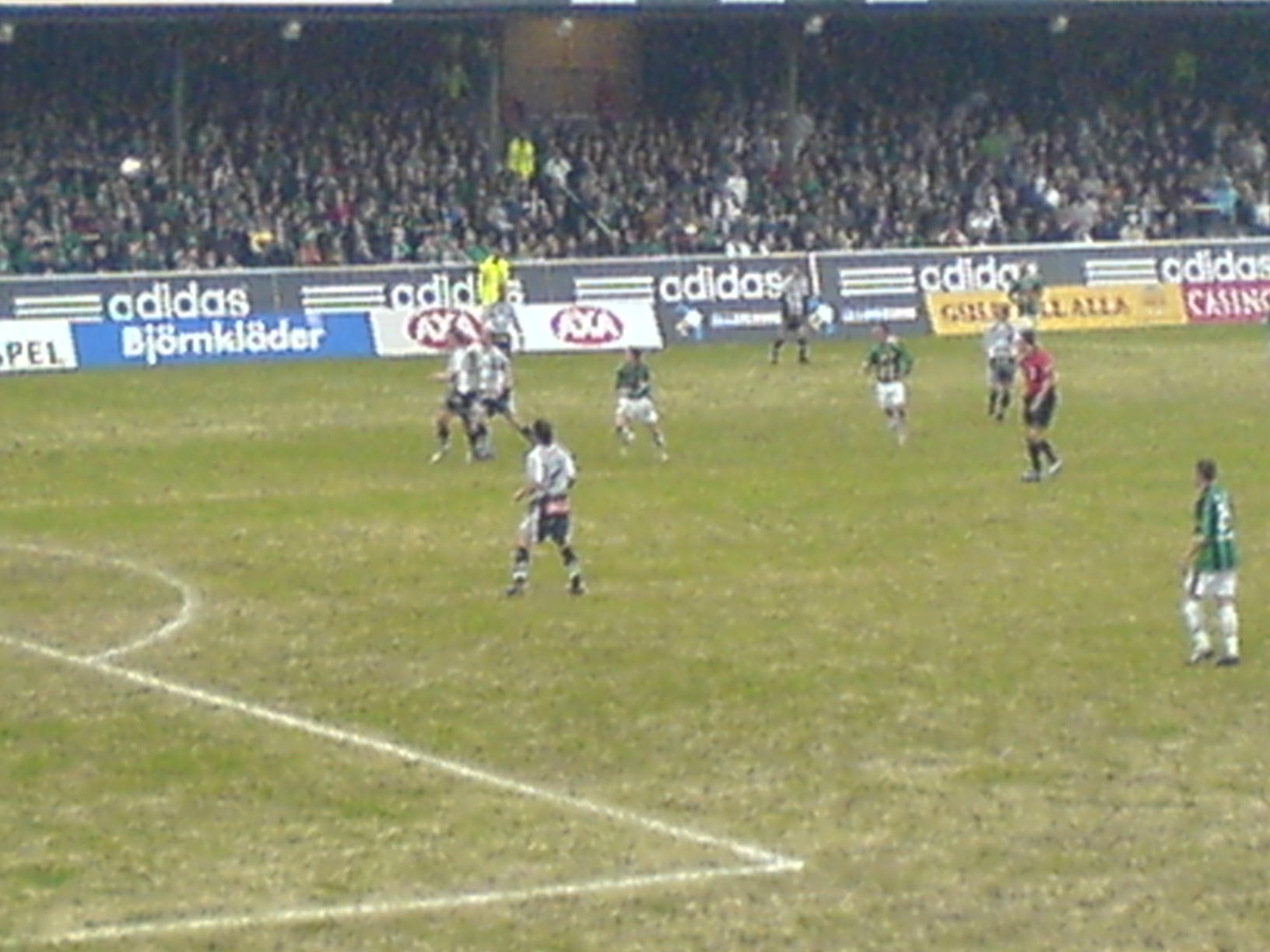
Allsvensk fotbollsmatch.

- Folksam Utvecklingsserie (2 serier)

### Damer
- Damallsvenskan
- Elitettan
- Division 1 (6 serier)

### Juniorer
- Juniorallsvenskan
- Pojkallsvenskan
- Flickallsvenskan

### Cuper
- Svenska cupen, herrar
- Svenska cupen, damer
- CANAL+ Cupen, junior herrar
- Folksam Cup, junior herrar
- Cup Kommunal, junior damer

## Mästerskap
Följande är en lista över internationella seniormästerskap som Sverige har arrangerat. Spelorter står listat under respektive mästerskap.
Världsmästerskapet 1958
| - Borås - Eskilstuna - Göteborg - Halmstad - Helsingborg - Malmö | - Norrköping - Sandviken - Solna* - Uddevalla - Västerås - Örebro |

Europamästerskapet 1992
| - Göteborg* - Malmö | - Norrköping - Solna |

Världsmästerskapet för damer 1995
| - Gävle - Helsingborg - Karlstad | - Solna* - Västerås |

Europamästerskapet för damer 1997 (Tillsammans med Norge)
| - Karlskoga - Karlstad - Lillestrøm | - Moss - Oslo* |

Europamästerskapet för damer 2013
| - Göteborg - Halmstad - Kalmar - Linköping | - Norrköping - Solna* - Växjö |

### Fotnoter
1. 1 2  Svenska fotbollförbundet, Om SvFF Arkiverad 11 maj 2008 hämtat från the Wayback Machine., www.svenskfotboll.se, läst 16 april 2008
2. ↑  ”Fotboll: Klart: Simon Åström ny ordförande i Svenska Fotbollförbundet”. SVT Sport. 22 mars 2025. https://www.svt.se/sport/fotboll/klart-simon-astrom-ny-ordforande-i-svenska-fotbollforbundet. Läst 15 april 2025.
3. ↑  Svenska fotbollförbundet, Sveriges nationalarena för fotboll sedan 1910 Arkiverad 17 oktober 2007 hämtat från the Wayback Machine., www.svenskfotboll.se, läst 16 april 2008
4. ↑  ”Fabege - press release”. Cision Wire. Arkiverad från originalet den 28 augusti 2010. https://web.archive.org/web/20100828133131/http://www.cisionwire.se/fabege/fabege-och-peab-forvarvar-rasunda-fotbollsstadion. Läst 11 december 2009.
5. ↑  Åke Jönsson (25 februari 1904). ”Avspark på hemmaplan: Hundra år med fotboll” (på svenska). Populär historia. https://popularhistoria.se/vardagsliv/sport/avspark-pa-hemmaplan-hundra-ar-med-fotboll. Läst 14 mars 2020.
6. 1 2  Bengt Ågren, SvFF:s tillkomst 1904 Arkiverad 30 september 2007 hämtat från the Wayback Machine., www.svenskfotboll.se, läst 16 april 2008
7. ↑  Bandytipset kalenderbiteri
8. ↑  Svenska Fotbollförbundet, Årtalen - 1908 Arkiverad 9 februari 2007 hämtat från the Wayback Machine., www.svenskfotboll.se, läst 16 april 2008